# Erythropitta palliceps
Erythropitta palliceps är en starkt utrotningshotad fågel i familjen juveltrastar som förekommer i Indonesien.

## Utseende
Arten är en liten (16–18 cm) medlem av familjen. Den är relativt blek, med ett blått streck från mitten av hjässan till nacken. Bröstet är tydligt blått.

## Utbredning och systematik
Fågeln förekommer i Indonesien på öarna Siau och Tahulandang i Sulawesisjön.  Den behanldas vanligen som underart till sulawesijuveltrasten.

## Status och hot
Arten har en mycket liten världspopulation bestående av uppskattningsvis endast 50–249 vuxna individer. Den tros också minska i antal till följd av habitatförlust. Fågeln är därför upptagen på internationella naturvårdsunionen IUCN:s röda lista över hotade arter, kategoriserad som starkt hotad (EN).